# Asher Blinkoff
Asher Blinkoff (Aston Township, Delaware megye, Pennsylvania, 2008. november 23. –) amerikai gyermekszínész, szinkronszínész.
Legismertebb alakítása Dennis a 2015-ös Hotel Transylvania 2. – Ahol még mindig szörnyen jó, a 2017-es Kutyus! és a 2018-as Hotel Transylvania 3. – Szörnyen rémes vakáció című filmekben. Az Énekelj! című filmben is szerepelt.

## Élete és pályafutása
Édesanyja Marion Blinkoff, édesapja Saul Blinkoff. Egy nővére van, Meira, aki szintén színész.
Hatévesen szerepelt először a Hotel Transylvania 2. – Ahol még mindig szörnyen jó című filmben.

## Filmográfia

### Film
| Év   | Magyar cím                                          | Eredeti cím                           | Szerep               | Magyar hang     |
| ---- | --------------------------------------------------- | ------------------------------------- | -------------------- | --------------- |
| 2022 | Hotel Transylvania – Transzformánia                 | Hotel Transylvania 4                  | Dennis (hang)        | Kovács Mihály   |
| 2021 | Énekelj! 2.                                         | Sing 2                                | Galamb (hang)        |                 |
| 2019 | A hercegnő és a hét törpe                           | Red Shoes and the Seven Dwarfs        | Maci (hang)          | Gáll Dávid      |
| 2018 | Hotel Transylvania 3. – Szörnyen rémes vakáció      | Hotel Transylvania 3: Summer Vacation | Dennis (hang)        | Kovács Mihály   |
| 2017 | Kutyus!                                             | Puppy!                                | Dennis (hang)        | Kovács Mihály   |
| 2016 |                                                     | Bling                                 | Minitar (hang)       |                 |
| 2016 | A dzsungel könyve                                   | The Jungle Book                       | kölyök farkas (hang) |                 |
| 2015 | Hotel Transylvania 2. – Ahol még mindig szörnyen jó | Hotel Transylvania 2                  | Dennis (hang)        | Pál Dániel Máté |
| 2015 |                                                     | Taking Flight                         | Tony (hang)          |                 |
| 2012 |                                                     | Wake-up Call (For Her)                | baba                 |                 |
| 2012 |                                                     | Wake-up Call (For Him)                | önmaga               |                 |